# Luc Ex
Luc Ex (De Bilt, 1958), pseudoniem van Luc Klaasen, is een Nederlandse muzikant en componist.
Luc Ex was tussen 1983 en eind 2002 prominent lid van de anorcho-punkband The Ex. In die periode toerde The Ex door heel Europa en Noord-Amerika en hebben een twintigtal cd's/lp's/7" gemaakt. Ze speelden samen met zeer veel verschillende muzikanten (o.a. Sonic Youth, Han Bennink, Kamagurka etc).
In 2000 was Luc Ex zeer nauw betrokken bij het opzetten van het 20-koppige EX ORKEST en bij hun eerste tournee door Ethiopië. Samen met Tom Cora heeft hij in 1996 de groep Roof opgericht (met Phil Minton & Michael Vatcher). Na de dood van Tom Cora is de groep verdergegaan onder de naam 4Walls (met pianist Veryan Weston). Later heeft hij deze combinatie van geïmproviseerde muziek en vrije improvisatie voortgezet in zijn groepen SOL6 en SOL12.
In 2006 werd Luc Ex gevraagd voor het Regenochester XII (met o.a. Franz Hautzinger, Otomo Yoshihide, Fennesz, Tony Buck) en Speeq; een improvisatiekwartet met Sidsel Edresen, Hasse Poulsen en Mark Sanders.
Vanaf 2008 speelt en schrijft hij voor de hedendaagse bluesgroep Rubatong, de primitieve avantgarde groep Naked Wolf en zijn eigen jazzkwartet Luc Ex' Assemblée.
Luc Ex was ook een van de oprichters en verantwoordelijke figuren van het distributiebedrijf Konkurrent BV waar hij tot eind 2015 heeft gewerkt.

## Discografie (selectie)
- Luc Ex' Assemblee , s/t,  2014
- Naled Wolf, s/t, 2014
- Bouge, s/t, 2013
- Rubatong 7", 2012
- Rubatong cd, s/t, 2011
- SOL6, s/t, 2008
- Regenorchester XII, Town Down, 2008
- SPEEQ, Or, 2007
- Kamagurka en de Ridders van de Apocalyps, Man met de Grasparkiet, 2005
- 4Walls, Which side are you on, 2004
- In The Fistank, ICP/Sonic Youth, The Ex, 2002
- 4Walls, And the world ain't square 2001